# Nisoldipină
Nisoldipina este un medicament din clasa blocantelor canalelor de calciu, fiind utilizat în tratamentul hipertensiunii arteriale și al anginei pectorale. Calea de administrare disponibilă este cea orală. Compusul prezintă tropism pentru vasele din teritoriul cardiac.
Molecula a fost patentată în 1975 și a fost aprobată pentru uz medical în anul 1990.

## Utilizări medicale
Nisoldipina este utilizată în tratamentul hipertensiunii arteriale esențiale, în forme ușoare până la moderate, și în management-ul anginei pectorale cronice stabile.